# Nicolas Duffard
Pas d'image ? Cliquez ici

a Compétitions nationales et continentales officielles uniquement.

Nicolas Duffard, né le 11 mai 1982 à Aureilhan, est un joueur français de rugby à XV qui évolue au poste de demi de mêlée.

## Biographie
Après sa retraite sportive, il crée deux agences de marketing digital, Iviera à Saint-Tropez Les Mobinotes à Toulouse.
Crossfiter depuis 2018, il se classe cette même année parmi les 50 meilleurs français dans sa catégorie[réf. nécessaire].

## Palmarès
- 2001 : Champion de France Reichel avec la Section paloise
- 2007 : Finaliste de Fédérale 1 avec le Blagnac SCR. Montée en Pro D2.